# Margareta av Thüringen

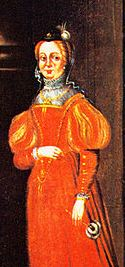
Margareta av Thüringen, detalj av postumt porträtt från omkring 1625, utfört av anonym konstnär. Målningen tillhör Nationalmuseums samlingar och hänger på Gripsholms slott.

Margareta av Thüringen, även kallad Margareta av Sachsen, född 1449 i Weimar, död 13 juli 1501 i Spandau, var titulär hertiginna av Sachsen, lantgrevinna av Thüringen samt markgrevinna av Meissen. Genom sitt äktenskap med Johan Cicero av Brandenburg var hon kurfurstinna av Brandenburg från 1486 till 1499.
Hon var dotter till lantgreve Vilhelm III av Thüringen och tillhörde därigenom huset Wettin. Hennes mor var Anna av Österrike, hertiginna av Luxemburg, och hon var därigenom barnbarn till den habsburgske kungen Albrekt II.
Efter att föräldrarnas äktenskap fallit sönder levde Margareta vidare vid faderns hov, och han ledde hennes äktenskapsförhandlingar. Efter faderns död tillföll Lantgrevskapet Thüringen Margaretas kusiner Albrekt och Ernst av Sachsen. Hennes potentiella anspråk på farfadern Albrekt II:s territorier kunde aldrig drivas igenom av hennes föräldrar. Detta anspråk kom dock många generationer senare att användas av hennes ättling kung Fredrik II av Preussen som förevändning för Sjuårskriget vid riksdagen i Frankfurt 1757, när han lade fram sina anspråk på kungariket Böhmen.
Margareta gifte sig 25 augusti 1476 med den blivande kurfursten Johan Cicero av Brandenburg (1455–1499). Vigseln kom att skjutas upp flera gånger på grund av betalningssvårigheter, och Margaretas hemgift kunde betalas först 1492.
I Johan Ciceros testamente erhöll Margareta städerna Spandau, Küstrin (nuvarande Kostrzyn nad Odrą), Wriezen, Bötzow (nuvarande Oranienburg), Liebenwalde och Saarmund som livgeding. Hon erhöll även Spandaus slott som residens, där hon levde ett tillbakadraget liv under sina sista år.

## Barn
Johan Cicero och Margareta fick följande barn:
- Dotter (1480–1482)
- Wolfgang (född och död 1482)
- Joakim I Nestor (1484–1535), kurfurste av Brandenburg

gift 1502 med prinsessan Elisabet av Danmark (1485–1555)
- Elisabeth (född och död 1486)
- Anna av Brandenburg (1487–1514), hertiginna av Slesvig och Holstein och grevinna av Oldenburg,

gift 1502 med hertig Fredrik av Slesvig och Holstein (1471–1533), sedermera kung Fredrik I av Danmark och Norge
- Ursula (1488–1510)

gift 1507 med hertig Henrik V av Mecklenburg (1479–1552)
- Albrekt av Brandenburg (1490–1545), kardinal, ärkebiskop av Magdeburg och kurfurste av Mainz